# ATI Radeon R600
Radeon R600 je inženýrské označení pro GPU vyvíjené firmou ATI (později AMD) a je pájen na grafické karty řady Radeon HD 2000 a řady FireGL 2007. Grafické karty na jádru R600 byly uvedeny 14. květen 2007. Obchodní název je AMD Radeon HD 2xx0 (HD 2400, HD 2900 a další). Podporuje DirectX 10, Shader model 4.0 a OpenGL 3.0. Kompatibilita byla se slotem PCI-E 1.1 16× a nižším. AMD v této době odkupuje ATI. Díky tomu došlo ke zpoždění a neúplnému doladění.
Nástupce byla R680 55nm upravená verze R600.

## R600

### Jádro
Jádro R600 je první jádro postavené na unifikovaných shaderech a každý unifikovaný shader je postaven z pěti 5D jednotek. Bylo to poslední HIGH-END jádro od AMD. ATI při vytváření parametrů jádra počítalo, že se grafika v PC hrách a náročnost scén bude vyvíjet jinak. Díky tomu je R600 stavěna na vyšší vyhlazování než je 8x, kde dosahuje menších propadů výkonu než jiné karty v té době. Kvůli použití nové 80 nm nanotechnologie a neodladěnosti má čip velké TDP (okolo 230 W).

### Paměť
Jádro mělo 512bitovou sběrnici k připojení paměti, díky čemu měla propusnost až 128,0 GB/s. Paměti se používaly DDR2 až GDDR4.

## Typy
- RV610 (HD 2400)
  - nižší třída
  - 65nm technologie, vyráběno u TSMC
  - 8 5D (40 SP)
  - 64bitová paměťová sběrnice
- RV630 (HD 2600)
  - střední třída
  - 65nm technologie, vyráběno u TSMC
  - 24 5D (120 SP)
  - 128bitová paměťová sběrnice
- R600 (HD 2900)
  - vyšší třída
  - 80nm technologie, vyráběno u TSMC
  - 64 5D (320 SP)
  - 512bitová paměťová sběrnice

## Podrobnější info
- 1 Zařazení je bráno v době vydání nebo po dobu kdy nebylo nic novějšího.
- 2 Rozděleno na počet SM bloků v jádru, počet Shader jednotek v 1 SM bloku a počet jednotek v 1 Shader jednotce
- 3 GFLOPs = FMAD

| Počet jader |
| ----------- |
| 1           |

| Název čipu | Název čipu | Vydáno            | Modely karet | Část trhu 1 | Připojitelné rozhraní | Jádro       | Jádro                       | Jádro              | Jádro     | Jádro           | Jádro     | Jádro       | Jádro    | Jádro | Jádro | Jádro          | Frekvence (MHz) | Frekvence (MHz) | Frekvence (MHz) | Výkon                                   | Výkon          | Výkon        | Výkon             | Výkon                              | Paměťová část | Paměťová část | Paměťová část      | Paměťová část        | Podpora API | Podpora API  | Podpora API | TDP (W) | Poznámky                                 |
| Název čipu | Název čipu | Vydáno            | Modely karet | Část trhu 1 | Připojitelné rozhraní | Proces (nm) | Počet tranzistorů (miliónů) | Plocha jádra (mm2) | SM bloky2 | SM bloky2       | SM bloky2 | Shadery     | Shadery  | TMU   | ROP   | Poměr jednotek | Čip             | Paměti          | Paměti          | Teoretický v Single Precision (GFLOPs)3 | Fillrate       | Fillrate     | Fillrate          | Fillrate                           | Paměť (MiB)   | Typ pamětí    | Propustnost (GB/s) | Šířka sběrnice (bit) | DirectX     | Shader model | OpenGL      | 3D      | Poznámky                                 |
| Název čipu | Název čipu | Vydáno            | Modely karet | Část trhu 1 | Připojitelné rozhraní | Proces (nm) | Počet tranzistorů (miliónů) | Plocha jádra (mm2) | Počet     | Shader jednotky | Jednotek  | 5D jednotek | Jednotek | TMU   | ROP   | Poměr jednotek | Čip             | Reálná          | Efektivní       | Teoretický v Single Precision (GFLOPs)3 | Texture (GT/s) | Pixel (GP/s) | FP32 Pixel (GP/s) | Propustnost geometrie (Mpolygon/s) | Paměť (MiB)   | Typ pamětí    | Propustnost (GB/s) | Šířka sběrnice (bit) | DirectX     | Shader model | OpenGL      | 3D      | Poznámky                                 |
| ---------- | ---------- | ----------------- | ------------ | ----------- | --------------------- | ----------- | --------------------------- | ------------------ | --------- | --------------- | --------- | ----------- | -------- | ----- | ----- | -------------- | --------------- | --------------- | --------------- | --------------------------------------- | -------------- | ------------ | ----------------- | ---------------------------------- | ------------- | ------------- | ------------------ | -------------------- | ----------- | ------------ | ----------- | ------- | ---------------------------------------- |
| RV610 A12  | RV610 A12  | 2007              | HD 2350      | OEM         | PCIe x16 AGP 8x       | 65          | 180                         | 85                 | 1         | 8               | 5         | 8           | 40       | 4     | 4     | 2:1:1          | 525             | 400             | 800             | 42                                      | 2,1            | 2,1          | 1,05              | 525                                | 256           | DDR2          | 6,4                | 64                   | 10          | 4            | 2.1         | 20      | UAV deaktivováno kvůli chybě v čipu      |
| RV610      | PRO        | 2007              | HD 2400 PRO  | Nižší       | PCIe x16 AGP 8x PCI   | 65          | 180                         | 85                 | 1         | 8               | 5         | 8           | 40       | 4     | 4     | 2:1:1          | 525             | 400             | 800             | 42                                      | 2,1            | 2,1          | 1,05              | 525                                | 128 256 512   | DDR2          | 6,4                | 64                   | 10          | 4            | 3.3         | 20      | podpora ATI Hybrid Graphics (Dell WX085) |
| RV610      | XT         | 2007              | HD 2400 XT   | Nižší       | PCIe x16 AGP 8x PCI   | 65          | 180                         | 85                 | 1         | 8               | 5         | 8           | 40       | 4     | 4     | 2:1:1          | 700             | 800             | 1600            | 56                                      | 2,8            | 2,8          | 1,05              | 525                                | 256           | GDDR3         | 12,8               | 64                   | 10          | 4            | 3.3         | 25      |                                          |
| RV630      | PRO        | 2007              | HD 2600 PRO  | Střední     | PCIe x16 AGP 8x       | 65          | 360                         | 153                | 3         | 8               | 5         | 24          | 120      | 8     | 4     | 6:2:1          | 600             | 500             | 1000            | 144                                     | 4,8            | 2,4          | 1,2               | 600                                | 256 512       | DDR2          | 16                 | 128                  | 10          | 4            | 3.3         | 35      |                                          |
| RV630      | PRO        | 2007              | HD 2600 PRO  | Střední     | PCIe x16 AGP 8x       | 65          | 360                         | 153                | 3         | 8               | 5         | 24          | 120      | 8     | 4     | 6:2:1          | 600             | 700             | 1400            | 144                                     | 4,8            | 2,4          | 1,2               | 600                                | 256 512       | GDDR3         | 22,4               | 128                  | 10          | 4            | 3.3         | 35      |                                          |
| RV630      | XT         | 2007              | HD 2600 XT   | Střední     | PCIe x16 AGP 8x       | 65          | 360                         | 153                | 3         | 8               | 5         | 24          | 120      | 8     | 4     | 6:2:1          | 800             | 900             | 1800            | 192                                     | 6,4            | 3,2          | 1,6               | 800                                | 256 512       | GDDR3         | 28,8               | 128                  | 10          | 4            | 3.3         | 45      |                                          |
| RV630      | XT         | 2007              | HD 2600 XT   | Střední     | PCIe x16 AGP 8x       | 65          | 360                         | 153                | 3         | 8               | 5         | 24          | 120      | 8     | 4     | 6:2:1          | 800             | 1100            | 2200            | 192                                     | 6,4            | 3,2          | 1,6               | 800                                | 256 512       | GDDR4         | 35,2               | 128                  | 10          | 4            | 3.3         | 50      |                                          |
| R600       | GT         | 6. listopadu 2007 | HD 2900 GT   | Vyšší       | PCIe x16 AGP 8x       | 80          | 700                         | 420                | 6         | 8               | 5         | 48          | 240      | 12    | 12    | 4:1:1          | 600             | 800             | 1600            | 288                                     | 7,2            | 7,2          | 3,6               | 600                                | 256 512       | GDDR3         | 51,2               | 256                  | 10          | 4            | 3.3         | 150     | bez UVD                                  |
| R600       | PRO        | 25. září 2007     | HD 2900 PRO  | Vyšší       | PCIe x16 AGP 8x       | 80          | 700                         | 420                | 8         | 8               | 5         | 64          | 320      | 16    | 16    | 4:1:1          | 600             | 800             | 1600            | 384                                     | 9,6            | 9,6          | 4,8               | 600                                | 512 1024      | GDDR3         | 51,2               | 256                  | 10          | 4            | 3.3         |         | bez UVD                                  |
| R600       | PRO        | 25. září 2007     | HD 2900 PRO  | Vyšší       | PCIe x16 AGP 8x       | 80          | 700                         | 420                | 8         | 8               | 5         | 64          | 320      | 16    | 16    | 4:1:1          | 600             | 800             | 1600            | 384                                     | 9,6            | 9,6          | 4,8               | 600                                | 512 1024      | GDDR3         | 102,4              | 512                  | 10          | 4            | 3.3         |         | bez UVD                                  |
| R600       | PRO        | 25. září 2007     | HD 2900 PRO  | Vyšší       | PCIe x16 AGP 8x       | 80          | 700                         | 420                | 8         | 8               | 5         | 64          | 320      | 16    | 16    | 4:1:1          | 600             | 925             | 1850            | 384                                     | 9,6            | 9,6          | 4,8               | 600                                | 512 1024      | GDDR4         | 118,4              | 512                  | 10          | 4            | 3.3         |         | bez UVD                                  |
| R600       | XT         | 14. května 2007   | HD 2900 XT   | Nejvyšší    | PCIe x16 AGP 8x       | 80          | 700                         | 420                | 8         | 8               | 5         | 64          | 320      | 16    | 16    | 4:1:1          | 743             | 825             | 1650            | 475                                     | 11,9           | 11,9         | 5,95              | 743                                | 512 1024      | GDDR3         | 105,6              | 512                  | 10          | 4            | 3.3         | 215     | bez UVD                                  |
| R600       | XT         | 14. května 2007   | HD 2900 XT   | Nejvyšší    | PCIe x16 AGP 8x       | 80          | 700                         | 420                | 8         | 8               | 5         | 64          | 320      | 16    | 16    | 4:1:1          | 743             | 1000            | 2000            | 475                                     | 11,9           | 11,9         | 5,95              | 743                                | 512 1024      | GDDR4         | 128                | 512                  | 10          | 4            | 3.3         | 215     | bez UVD                                  |
| Název čipu | Název čipu | Vydáno            | Modely karet | Část trhu 1 | Připojitelné rozhraní | Proces (nm) | Počet tranzistorů (miliónů) | Plocha jádra (mm2) | Počet     | Shader jednotky | Jednotek  | 5D jednotek | Jednotek | TMU   | ROP   | Poměr jednotek | Čip             | Reálná          | Efektivní       | Teoretický v Single Precision (GFLOPs)3 | Texture (GT/s) | Pixel (GP/s) | FP32 Pixel (GP/s) | Propustnost geometrie (Mpolygon/s) | Paměť (MiB)   | Typ pamětí    | Propustnost (GB/s) | Šířka sběrnice (bit) | DirectX     | Shader model | OpenGL      | 3D      | Poznámky                                 |
| Název čipu | Název čipu | Vydáno            | Modely karet | Část trhu 1 | Připojitelné rozhraní | Proces (nm) | Počet tranzistorů (miliónů) | Plocha jádra (mm2) | SM bloky2 | SM bloky2       | SM bloky2 | Shadery     | Shadery  | TMU   | ROP   | Poměr jednotek | Čip             | Paměti          | Paměti          | Teoretický v Single Precision (GFLOPs)3 | Fillrate       | Fillrate     | Fillrate          | Fillrate                           | Paměť (MiB)   | Typ pamětí    | Propustnost (GB/s) | Šířka sběrnice (bit) | DirectX     | Shader model | OpenGL      | 3D      | Poznámky                                 |
| Název čipu | Název čipu | Vydáno            | Modely karet | Část trhu 1 | Připojitelné rozhraní | Jádro       | Jádro                       | Jádro              | Jádro     | Jádro           | Jádro     | Jádro       | Jádro    | Jádro | Jádro | Jádro          | Frekvence (MHz) | Frekvence (MHz) | Frekvence (MHz) | Výkon                                   | Výkon          | Výkon        | Výkon             | Výkon                              | Paměťová část | Paměťová část | Paměťová část      | Paměťová část        | Podpora API | Podpora API  | Podpora API | TDP (W) | Poznámky                                 |

## R680/RV670
Staví na jádru R600. Je upravené, optimalizované a vyráběné 55nm procesem. 512bitovou paměťovou sběrnici nahradila méně náročná a nákladná 256bitová. Paměti se stále používají od DDR2 až po GDDR4. Umisťuje se na grafické karty Radeon HD 3000.